# Rinascimento spagnolo

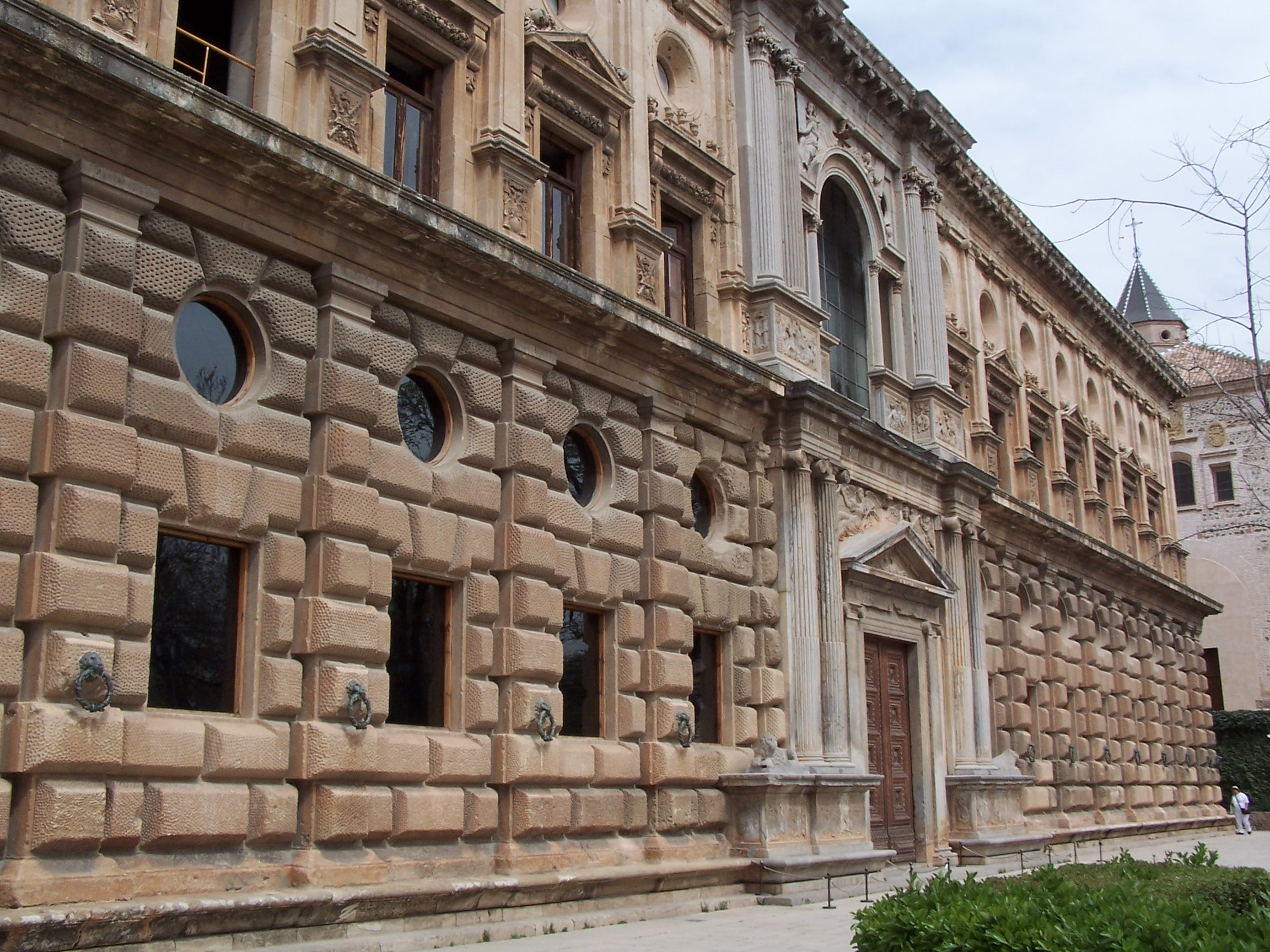
Il palazzo di Carlo V a Granada

Il Rinascimento spagnolo è l'insieme delle manifestazioni culturali e artistiche sorte in Spagna, soprattutto nel corso del XVI secolo, per l'influenza del Rinascimento italiano. Si trattò di un'adesione lenta, condizionata dalle tradizioni locali e dotata di caratteri propri.

## Quattrocento

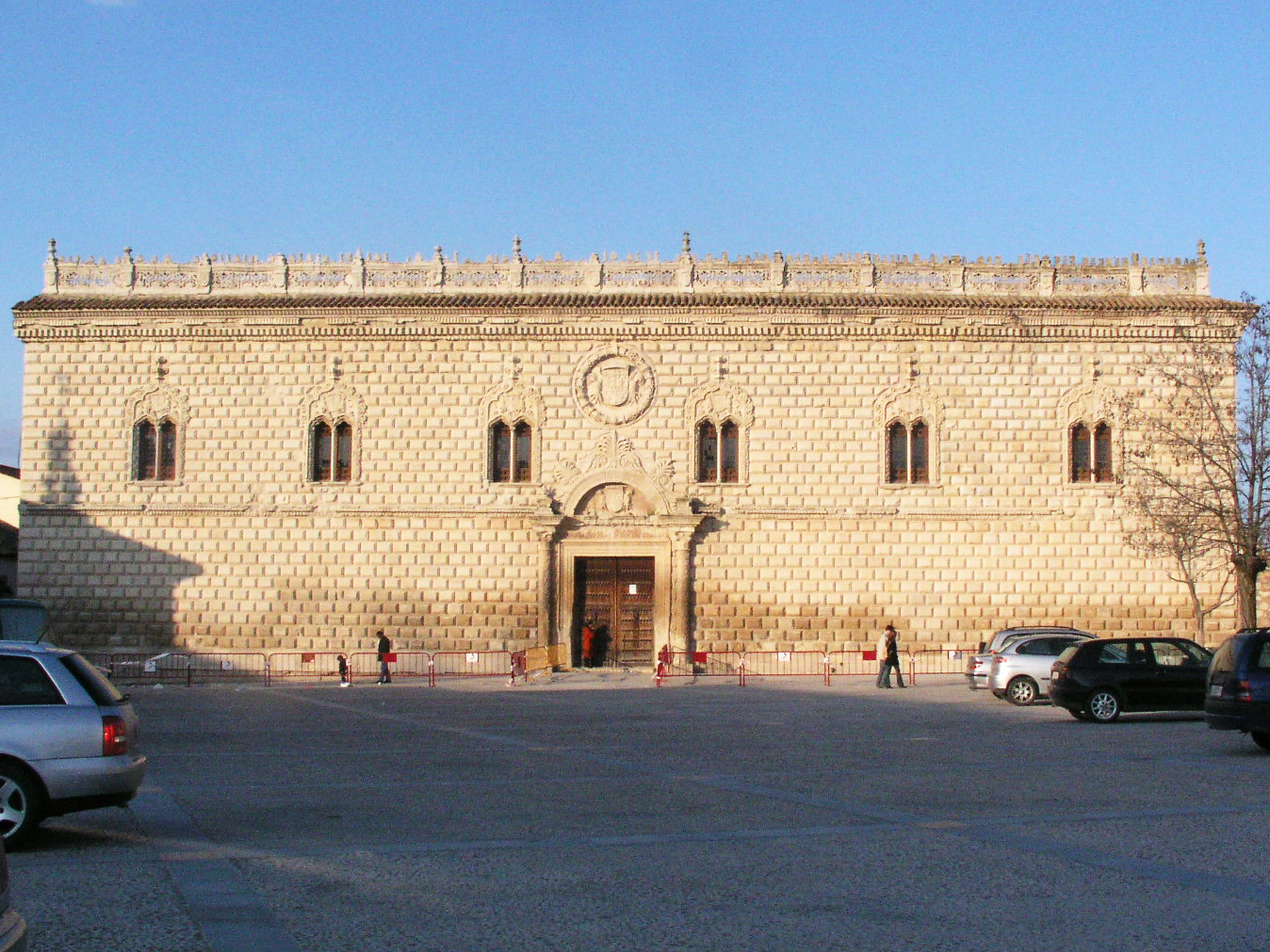
Facciata del palazzo di Cogolludo a Guadalajara

Nonostante la scarsità di fonti documentarie e le modifiche nei secoli successivi, sono stati individuati alcuni edifici che si possono considerare il principio dell'architettura rinascimentale in Spagna, Tutti tali monumenti, databili alla fine del XV secolo, sono legati alla figura di Lorenzo Vázquez e alla committenza della famiglia Mendoza. Le opere che gli sono attribuite sono:
- Il Colegio Mayor de Santa Cruz a Valladolid (1486-1491), per il cardinale Pedro González de Mendoza, col portale con a timpano a tutto sesto, nello stile del Quattrocento italiano.[2] Probabilmente Vázquez intervenne in corso d'opera per introdurre elementi rinascimentali su una costruzione che non soddisfaceva il committente. L'edificio fu tuttavia molto modificato nei secoli successivi.
- Il palazzo di Cogolludo a Guadalajara (1492-95 circa) per incarico della famiglia Mendoza, con esuberanti finestre ancora tardo-gotiche, ma portale di forma rinascimentale.[2]
- Il castello de La Calahorra (1509-12) per il quale tuttavia risulta presente in cantiere anche il genovese Michele Carlone.[2]

Da notare come fin da questo esordio l'architettura del rinascimento spagnolo manifesta uno dei suoi caratteri originali e cioè la convivenza di forme classicheggianti con un'esuberante decorazione proveniente dalla tradizione gotica.

## Lo stile plataresco

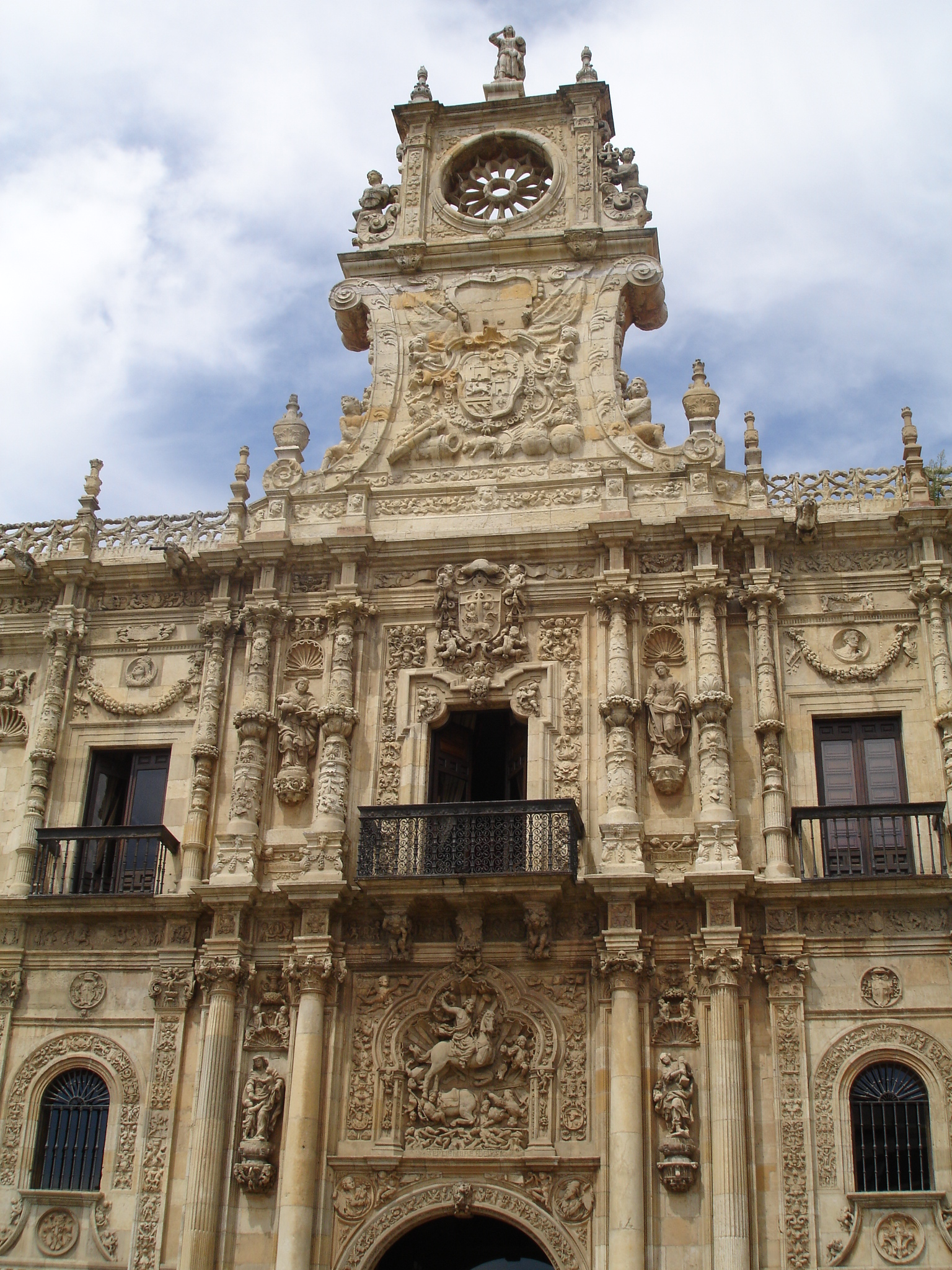
Particolare della facciata del Hostal de San Marcos

Tale tendenza a unire forme rinascimentali con fitte decorazioni, portò l'architettura spagnola, tra il XV secolo e il XVI secolo, a uno stile definito plateresco in cui le facciate decorate sono confrontabili con i lavori di argenteria (in spagnolo plata), da cui proviene il nome.
Questo stile fu presto adottato nelle colonie spagnole in America del Sud e in molti edifici religiosi in Messico e secondo alcuni autori, ha a sua volta, influenzato il barocco dell'Italia meridionale.
Importanti esempi di stile plateresco si trovano nel Palazzo Monterrey a Salamanca, di Rodrigo Gil de Hontañón; la facciata del Municipio di Siviglia, di Diego de Riaño; l'Università di Salamanca e l'Università di Alcalá vicino a Madrid.

## Il Cinquecento

### Scambi culturali con l'Italia
Nei primi decenni del XVI secolo cominciarono a giungere in Spagna artisti italiani, all'inizio erano principalmente scultori, chiamati dalla committenza aristocratica per il prestigio ormai riconosciuto all'arte rinascimentale, specialmente toscana; contemporaneamente artisti iberici si spostarono nella penisola venendo ad aggiornarsi e a formarsi.
Tra gli artisti provenienti dall'Italia occorre ricordare Jacopo Torni (in Spagna dal 1519), Pietro Torrigiano (1521-22) che lasciò in Spagna sculture policrome di grande realismo e Domenico Fancelli di cui rimangono numerose e prestigiose sepolture tra cui quella dei Re cattolici.
Tra gli spagnoli presenti in Italia a cavallo tra XV e XVI secolo il più conosciuto è Bartolomé Ordóñez, di cui rimangono opere anche a Napoli oltre che in Spagna.

### L'architettura manierista
Accanto allo stile plateresco, non mancarono, nel Cinquecento, esempi di piena adesione all'arte rinascimentale e all'architettura rinascimentale, prevalentemente rivolti verso le forme del manierismo, uno stile intento a favorire l'espressività degli artisti. Nella prima metà del XVI secolo, infatti, non mancarono numerosi artisti spagnoli che si formarono in Italia, come Pedro Machuca, Diego de Siloé e Damiàn Forment, e neppure artisti italiani che si recarono in Spagna.
Nell'architettura i due esempi più compiuti ed esemplari furono il Palazzo di Carlo V a Granada (1526) di Pedro Machuca, e il Monastero dell'Escorial a Madrid di Juan Bautista de Toledo e Juan de Herrera.